# Copaifera officinalis
Copaifera officinalis là một loài thực vật có hoa trong họ Đậu. Loài này được Carl von Linné miêu tả khoa học đầu tiên.